# Nati nel 1787
| Questa pagina contiene informazioni ricavate automaticamente dalle voci biografiche con l'ausilio del template Bio e di un bot. L'aggiornamento è periodico e automatico e ricostruisce completamente la pagina. Se manca una persona in questa lista, sei pregato di non aggiungerla, ma accertati piuttosto che la sua voce biografica contenga il template Bio e che i dati anagrafici siano correttamente compilati. Se il template Bio manca, inseriscilo tu stesso o, in alternativa, metti l'avviso {{tmp\|Bio}} che ne segnala la mancanza. Se i dati riportati sono sbagliati, correggi direttamente la voce biografica; le modifiche saranno visibili in questa lista entro pochi giorni. Per chiarimenti vedi il progetto biografie. La lista contiene solo le 248 persone che sono citate nell'enciclopedia e per le quali è stato implementato correttamente il template Bio. Pagina aggiornata al 26 giu 2025. |

## Gennaio(15)
- 1º gennaio - Domenico Quaglio il Giovane, pittore, scenografo e architetto tedesco († 1837)
- 3 gennaio - Ettore de Sonnaz, nobile, generale e politico italiano († 1867)
- 3 gennaio - William "Old Bill" Williams, esploratore statunitense († 1849)
- 6 gennaio - Gaspard-Théodore-Ignace de la Fontaine, politico lussemburghese († 1871)
- 7 gennaio - Carlo Emanuele dal Pozzo della Cisterna, nobile e patriota italiano († 1864)
- 11 gennaio - Joseph Rebell, pittore austriaco († 1828)
- 13 gennaio - Julien Pierre Anne Lalande, politico e ufficiale francese († 1844)
- 19 gennaio - Mary Aikenhead, religiosa irlandese († 1858)
- 19 gennaio - Lorenzo Fazzini, matematico, fisico e filosofo italiano († 1837)
- 23 gennaio - Raffaele Fornari, cardinale e arcivescovo cattolico italiano († 1854)
- 24 gennaio - Wilhelm August Julius Albert, mineralogista e inventore tedesco († 1846)
- 24 gennaio - Christian Ludwig Brehm, ornitologo tedesco († 1864)
- 25 gennaio - Jean-Antoine Letronne, archeologo e numismatico francese († 1848)
- 30 gennaio - Giovanni Santini, astronomo, matematico e scienziato italiano († 1877)
- 31 gennaio - Ulric Guttinguer, scrittore e poeta francese († 1866)

## Febbraio(24)
- 1º febbraio - Louis Angely, commediografo, attore teatrale e regista tedesco († 1835)
- 1º febbraio - George Hay, VIII marchese di Tweeddale, nobile e ufficiale scozzese († 1876)
- 1º febbraio - Alessandro Manetti, ingegnere e architetto italiano († 1865)
- 1º febbraio - Richard Whately, arcivescovo anglicano, logico e teologo britannico († 1863)
- 8 febbraio - Charles Marie Denys de Damrémont, generale francese († 1837)
- 8 febbraio - Giovanni Gussone, botanico italiano († 1866)
- 8 febbraio - Jan Zygmunt Skrzynecki, generale polacco († 1860)
- 12 febbraio - Joseph Norbert Provencher, missionario e vescovo cattolico canadese († 1853)
- 13 febbraio - Johann Caspar von Orelli, filologo classico svizzero († 1849)
- 14 febbraio - Peter Krukenberg, patologo tedesco († 1865)
- 15 febbraio - Ignacio Álvarez Thomas, militare e politico argentino († 1857)
- 15 febbraio - Luigi Cittadini, medico italiano († 1854)
- 16 febbraio - Christian Ferdinand Friedrich Hochstetter, botanico tedesco († 1860)
- 16 febbraio - Jean-Antoine Petipa, ballerino e coreografo francese († 1855)
- 16 febbraio - Andreas Schelfhout, pittore, incisore e litografo olandese († 1870)
- 19 febbraio - Giacomo Buzzi Leone, architetto italiano († 1858)
- 19 febbraio - Giulio Rasponi, politico e banchiere italiano († 1876)
- 21 febbraio - Henry Fox-Strangways, III conte di Ilchester, nobile e politico inglese († 1858)
- 22 febbraio - Giuseppe Antonio Zacchia Rondinini, cardinale italiano († 1845)
- 23 febbraio - Marguerite-Joséphine Weimer, attrice teatrale francese († 1867)
- 23 febbraio - Emma Willard, attivista e educatrice statunitense († 1870)
- 26 febbraio - André Coindre, presbitero francese († 1826)
- 27 febbraio - Jacob Bigelow, fisico e botanico statunitense († 1879)
- 28 febbraio - Josef Ludwig von Armansperg, politico tedesco († 1853)

## Marzo(19)
- 6 marzo - Joseph von Fraunhofer, fisico e astronomo tedesco († 1826)
- 7 marzo - Domenico Bruschi, botanico e avvocato italiano († 1863)
- 8 marzo - Karl Ferdinand von Gräfe, chirurgo tedesco († 1840)
- 8 marzo - Wilhelm von Lebzeltern, generale e politico austriaco († 1869)
- 8 marzo - Sven Nilsson, zoologo e archeologo svedese († 1883)
- 10 marzo - Hippolyte Cloquet, medico, zoologo e anatomista francese († 1840)
- 10 marzo - Francisco Martínez de la Rosa, poeta, drammaturgo e politico spagnolo († 1862)
- 11 marzo - Ivan Aleksandrovič Nabokov, generale russo († 1852)
- 17 marzo - Edmund Kean, attore teatrale britannico († 1833)
- 17 marzo - Carlo Giuseppe Benedetto Mercy d'Argenteau, arcivescovo cattolico e diplomatico belga († 1879)
- 19 marzo - Delphine LaLaurie, serial killer statunitense († 1849)
- 21 marzo - Benjamin Antier, drammaturgo francese († 1870)
- 22 marzo - Louis Choris, esploratore e pittore ucraino († 1828)
- 26 marzo - Pietro Bianchi, architetto, ingegnere e archeologo svizzero († 1849)
- 26 marzo - Franz Steinfeld, pittore austriaco († 1868)
- 27 marzo - Pierre Antoine Delalande, naturalista e esploratore francese († 1823)
- 28 marzo - Jacques-Joseph de Cathelineau, ufficiale francese († 1832)
- 29 marzo - Thomas Dyke Acland, politico inglese († 1871)
- 31 marzo - Jessadabodindra, sovrano siamese († 1851)

## Aprile(14)
- 1º aprile - Pierre Claude Louis Robert Tascher de La Pagerie, generale e politico francese († 1861)
- 2 aprile - Jacques Lisfranc de St. Martin, medico francese († 1847)
- 4 aprile - Alessandro Spada, cardinale italiano († 1843)
- 9 aprile - Johann Gottlob von Quandt, storico dell'arte e mecenate tedesco († 1859)
- 10 aprile - Giuseppe Bisi, pittore italiano († 1869)
- 13 aprile - Félix Boisselier, pittore francese († 1811)
- 13 aprile - Luigi Ornato, letterato, filosofo e patriota italiano († 1842)
- 14 aprile - Pierre-Charles Alexandre Louis, medico, patologo e statistico francese († 1872)
- 14 aprile - Jean-Victor Schnetz, pittore francese († 1870)
- 22 aprile - Joaquín Fernández de Córdoba, generale e senatore spagnolo († 1871)
- 23 aprile - Youssef Boutros Hobaish, arcivescovo cattolico e patriarca cattolico libanese († 1845)
- 24 aprile - Mathieu Orfila, medico spagnolo († 1853)
- 26 aprile - Ludwig Uhland, poeta tedesco († 1862)
- 28 aprile - Jacques Mallet, politico e ingegnere francese († 1869)

## Maggio(10)
- 2 maggio - Martial de Guernon-Ranville, magistrato e politico francese († 1866)
- 4 maggio - Thomas Taylour, II marchese di Headfort, politico irlandese († 1870)
- 6 maggio - Lorenzo Nottolini, architetto e ingegnere italiano († 1851)
- 8 maggio - Christian Matthias Adler, pittore tedesco († 1850)
- 11 maggio - Alfred von Windisch-Graetz, nobile, militare e politico austriaco († 1862)
- 18 maggio - Konstantin Nikolaevič Batjuškov, poeta russo († 1855)
- 19 maggio - Karl Kirchner, pedagogista e latinista tedesco († 1855)
- 25 maggio - Emil Osann, fisiologo tedesco († 1842)
- 27 maggio - Artur Stanisław Potocki, nobile e ufficiale polacco († 1832)
- 27 maggio - Benjamin Valz, astronomo francese († 1867)

## Giugno(12)
- 1º giugno - Giacomo Giovanetti, avvocato e politico italiano († 1849)
- 2 giugno - Nils Gabriel Sefström, chimico svedese († 1845)
- 3 giugno - Angelo Mengaldo, militare, letterato e patriota italiano († 1869)
- 4 giugno - Maurizio Bufalini, medico italiano († 1875)
- 5 giugno - Philipp Maximilian Opiz, botanico ceco († 1858)
- 9 giugno - Samuel Lewis Southard, politico statunitense († 1842)
- 11 giugno - Manuel Dorrego, militare e politico argentino († 1828)
- 17 giugno - Carlotta di Sassonia-Hildburghausen, principessa tedesca († 1847)
- 24 giugno - Giovanni Arrivabene, patriota, politico e economista italiano († 1881)
- 25 giugno - Prospero Pirondi, medico, politico e patriota italiano († 1869)
- 27 giugno - Thomas Say, naturalista, entomologo e zoologo statunitense († 1834)
- 28 giugno - Harry Smith, I baronetto, generale britannico († 1860)

## Luglio(9)
- 4 luglio - Guillaume Isidore, funzionario e politico francese († 1861)
- 13 luglio - Pellegrino Rossi, giurista, politico e diplomatico italiano († 1848)
- 16 luglio - Apollinarij Petrovič Butenev, diplomatico russo († 1866)
- 17 luglio - Giuseppe Polsinelli, politico italiano († 1880)
- 26 luglio - Theodor Friedrich Ludwig Nees von Esenbeck, botanico, farmacista e farmacologo tedesco († 1837)
- 27 luglio - Vincenzo Chialli, pittore italiano († 1840)
- 29 luglio - Sarah Spencer, nobile britannica († 1870)
- 30 luglio - Francesco Gaetano Traversa, generale italiano († 1861)
- 31 luglio - Georg Kloss, storico e medico tedesco († 1854)

## Agosto(23)
- 1º agosto - Eduard von Alvensleben, politico tedesco († 1876)
- 1º agosto - Edmond de Talleyrand-Périgord, nobile e generale francese († 1872)
- 7 agosto - Angelo Campana, politico italiano († 1862)
- 11 agosto - Vittorio Colli di Felizzano, militare e politico italiano († 1856)
- 13 agosto - Ivan Gavrilovič Kruglikov, politico russo († 1847)
- 14 agosto - Raffaele Sacco, poeta e scrittore italiano († 1872)
- 14 agosto - Emmanuel Théaulon, poeta, drammaturgo e librettista francese († 1841)
- 15 agosto - Aleksandr Aleksandrovič Aljab'ev, compositore russo († 1851)
- 15 agosto - Filippo Antolini, architetto e ingegnere italiano († 1859)
- 15 agosto - Emidio Antonini, diplomatico italiano († 1862)
- 15 agosto - François Sudre, violinista, compositore e teorico della musica francese († 1862)
- 17 agosto - Natal'ja Jur'evna Golovkina, nobildonna russa († 1860)
- 18 agosto - Luigi Configliachi, docente, filantropo e botanico italiano († 1864)
- 20 agosto - Jean-Pierre Cortot, scultore francese († 1843)
- 20 agosto - John Milton Niles, politico statunitense († 1856)
- 21 agosto - John Owen, politico statunitense († 1841)
- 22 agosto - Christian Friedrich von Stockmar, politico belga († 1863)
- 24 agosto - Vittorio di Sant'Albino, lessicografo italiano († 1865)
- 24 agosto - James Weddell, esploratore e navigatore inglese († 1834)
- 26 agosto - Oronzo Gabriele Costa, zoologo e entomologo italiano († 1867)
- 26 agosto - Paolo Gazola, architetto italiano († 1857)
- 26 agosto - Aleksandr Sergeevič Menšikov, ammiraglio, generale e diplomatico russo († 1869)
- 29 agosto - Giovanni Tebaldi, pittore italiano

## Settembre(20)
- 1º settembre - Vincenzio Nannucci, filologo e letterato italiano († 1857)
- 3 settembre - Eleonora Denuelle, francese († 1868)
- 4 settembre - Bonawentura Niemojowski, avvocato, scrittore e politico polacco († 1835)
- 5 settembre - François Sulpice Beudant, geologo, chimico e mineralogista francese († 1850)
- 6 settembre - Emilia de Rodat, religiosa francese († 1852)
- 6 settembre - Salvatore Viale, scrittore e poeta italiano († 1861)
- 10 settembre - Aspreno I Colonna, principe e politico italiano († 1847)
- 11 settembre - Ferdinando Foggi, matematico italiano († 1859)
- 11 settembre - Karl Wilhelm Wach, pittore tedesco († 1845)
- 12 settembre - Charlotte Clive, nobildonna inglese († 1866)
- 13 settembre - Edward Blore, architetto e antiquario inglese († 1879)
- 15 settembre - Guillaume Henri Dufour, generale, ingegnere e politico svizzero († 1875)
- 15 settembre - André Jolivard, pittore francese († 1851)
- 17 settembre - Teresa Casati, nobildonna italiana († 1830)
- 17 settembre - George Seymour, ammiraglio britannico († 1870)
- 22 settembre - Friedrich Dehnhardt, architetto del paesaggio e botanico tedesco († 1870)
- 22 settembre - Tommaso Pasquale Gizzi, cardinale e arcivescovo cattolico italiano († 1849)
- 22 settembre - Romoaldo Zanatti, pittore italiano († 1818)
- 25 settembre - Ippolito Cavalcanti, cuoco e letterato italiano († 1859)
- 25 settembre - Fortunato Duranti, pittore e collezionista d'arte italiano († 1863)

## Ottobre(17)
- 1º ottobre - Michele Canzio, architetto, scenografo e pittore italiano († 1868)
- 2 ottobre - Nicolas Gosse, pittore francese († 1878)
- 4 ottobre - François Guizot, politico e storico francese († 1874)
- 9 ottobre - William Lewis, scacchista britannico († 1870)
- 9 ottobre - Clément Villecourt, cardinale e vescovo cattolico francese († 1867)
- 12 ottobre - Ahmad Ali Khan Bahadur, principe indiano († 1840)
- 13 ottobre - William Brockedon, pittore, scrittore e inventore britannico († 1854)
- 14 ottobre - Eduard George Wilhelm von Langenau, militare, diplomatico e nobile austriaco († 1860)
- 16 ottobre - Anne-François Arnaud, pittore francese († 1846)
- 16 ottobre - Aaron Clark, politico statunitense († 1861)
- 22 ottobre - Raffaele Liberatore, storico e filologo italiano († 1843)
- 22 ottobre - Johann Mayrhofer, poeta e librettista austriaco († 1836)
- 24 ottobre - Pietro Ferrabini, pittore italiano († 1869)
- 26 ottobre - Charles de Vast-Vimeux, politico, militare e nobile francese († 1859)
- 28 ottobre - Luigi Giamporcaro, vescovo cattolico italiano († 1854)
- 30 ottobre - Louis-Jacques-Maurice de Bonald, cardinale e arcivescovo cattolico francese († 1870)
- 31 ottobre - Franz Ernst Heinrich Spitzner, filologo classico e educatore tedesco († 1841)

## Novembre(20)
- 2 novembre - Jean-François Croizier, vescovo cattolico francese († 1855)
- 5 novembre - John Richardson, naturalista, chirurgo e esploratore scozzese († 1865)
- 7 novembre - Carl Carl, attore teatrale, commediografo e direttore teatrale austriaco († 1854)
- 7 novembre - Vuk Stefanović Karadžić, linguista, scrittore e etnologo serbo († 1864)
- 9 novembre - Johann Natterer, naturalista e esploratore austriaco († 1843)
- 10 novembre - Jean de Chantelauze, politico e magistrato francese († 1859)
- 10 novembre - Lodovico Sauli d'Igliano, diplomatico, politico e letterato italiano († 1874)
- 12 novembre - Pierre-Flavien Turgeon, arcivescovo cattolico canadese († 1867)
- 15 novembre - Joseph Ennemoser, medico italiano († 1854)
- 15 novembre - Eliza Leslie, scrittrice statunitense († 1858)
- 18 novembre - Louis Daguerre, artista, chimico e fisico francese († 1851)
- 20 novembre - Johann Nikolaus von Dreyse, inventore e ingegnere tedesco († 1867)
- 21 novembre - Barry Cornwall, poeta inglese († 1874)
- 21 novembre - Samuel Cunard, armatore e imprenditore inglese († 1865)
- 22 novembre - Rasmus Christian Rask, linguista e glottologo danese († 1832)
- 26 novembre - Pascal Coste, architetto francese († 1879)
- 26 novembre - Francesco Giuseppe di Hohenlohe-Schillingsfürst, principe († 1841)
- 27 novembre - Ramón Freire, generale e politico cileno († 1851)
- 27 novembre - Franz Xaver Gruber, compositore austriaco († 1863)
- 28 novembre - Michele Carafa, compositore e militare italiano († 1872)

## Dicembre(17)
- 4 dicembre - Tommaso Minardi, pittore e docente italiano († 1871)
- 7 dicembre - Giulio Foscolo, militare italiano († 1838)
- 10 dicembre - Thomas Hopkins Gallaudet, educatore statunitense († 1851)
- 10 dicembre - Filippo Magawly Cerati, politico irlandese († 1835)
- 11 dicembre - György Carabelli, odontoiatra ungherese († 1842)
- 13 dicembre - Mélesville, drammaturgo e librettista francese († 1865)
- 14 dicembre - Joaquín Mosquera, giurista, militare e politico colombiano († 1878)
- 15 dicembre - Maria Ludovica d'Austria-Este, nobildonna († 1816)
- 16 dicembre - Mary Russell Mitford, scrittrice e drammaturga inglese († 1855)
- 17 dicembre - Jan Evangelista Purkyně, anatomista, neurofisiologo e biologo ceco († 1869)
- 21 dicembre - José Tomás Ovalle, politico cileno († 1831)
- 22 dicembre - Muhammad ibn Ali al-Sanusi, mistico algerino († 1859)
- 22 dicembre - Giuseppe Marioni, funzionario e politico italiano († 1861)
- 22 dicembre - Pedro de Araújo Lima, politico brasiliano († 1870)
- 23 dicembre - Antonio Barezzi, mecenate italiano († 1867)
- 24 dicembre - Guglielmo d'Assia-Kassel, nobile († 1867)
- 30 dicembre - Otto von Kotzebue, navigatore tedesco († 1846)

## Senza giorno specificato(48)
- Georg Friedrich Ackermann, pittore tedesco († 1843)
- Manuel Acosta, pittore spagnolo († 1800)
- Heinrich Adam, pittore tedesco († 1862)
- Elizabeth Arnold Hopkins Poe, attrice teatrale inglese († 1811)
- Adrien Victor Auger, pittore francese († 1854)
- Pietro Bachi, linguista italiano († 1853)
- José Francisco Barrundia, politico guatemalteco († 1854)
- Constantin Denis Bourbaki, generale greco († 1827)
- Paolo Brambilla, compositore italiano († 1838)
- José de Canterac, militare spagnolo († 1835)
- Francesco Caramora, orafo italiano († 1827)
- Vincenzo Carravieri, medico e patriota italiano († 1876)
- Bartolomeo Catena, abate, docente e bibliotecario italiano († 1855)
- Antonio Colacino, brigante italiano († 1811)
- Giulio D'Andreis, generale italiano († 1852)
- James De Carle Sowerby, mineralogista e botanico britannico († 1871)
- Côme-Damien Degland, zoologo e medico francese († 1856)
- Ema Saikō, poetessa e pittrice giapponese († 1861)
- Josephine Ettel Kablick, botanica e paleontologa ceca († 1863)
- William Etty, pittore britannico († 1849)
- Johannes Flintoe, pittore danese († 1870)
- Juana Galán, militare spagnola († 1812)
- Pietro Giacinto Garassini, politico italiano († 1868)
- Carlo Gemmellaro, naturalista e geologo italiano († 1866)
- Gian Battista Speri, restauratore e pittore italiano († 1844)
- John Hely-Hutchinson, III conte di Donoughmore, militare e politico irlandese († 1851)
- Ferdinando Isola, politico italiano († 1867)
- Alexandros Kantakouzinos, rivoluzionario, politico e nobile greco († 1841)
- Kikukawa Eizan, pittore giapponese († 1867)
- Nicolai Johan Lohmann Krog, politico norvegese († 1856)
- George De Lacy Evans, generale e politico inglese († 1870)
- Jaakko Fredrik Lagervall, scrittore finlandese († 1865)
- Emily Lamb, nobildonna inglese († 1869)
- Menachem Mendel di Kotzk, rabbino polacco († 1859)
- Egisto Mosell, compositore, oboista e flautista italiano († 1852)
- Gaetano Nave, compositore e organista italiano († 1861)
- François-Joseph Navez, pittore belga († 1869)
- Timothy O'Brien, I baronetto, politico irlandese († 1862)
- A'kif Pascià, letterato ottomano († 1848)
- Pietro Leopoldo Ferri, bibliografo italiano († 1847)
- Nicholas Mahon Power, politico irlandese († 1873)
- Andrés Quintana Roo, politico messicano († 1851)
- Pëtr Fëdorovič Sokolov, pittore russo († 1848)
- Ikey Solomon, criminale inglese († 1850)
- Letterio Subba, pittore italiano († 1868)
- Agostino Yi Kwang-hon, nobile coreano († 1839)
- Ioannis Zambelios, magistrato, drammaturgo e poeta greco († 1856)
- Onofrio Zanotti, pittore e decoratore italiano († 1861)